# Калин Яворов
Калин Яворов е български театрален, телевизионен и киноактьор.

## Биография
Калин Яворов е роден на 12 януари 1976 г. в София. Завършва актьорско майсторство за драматичен театър в НАТФИЗ „Кръстьо Сарафов" в класа на проф. Стефан Данаилов през 2000 г. През същата година става част от трупата на Народния театър „Иван Вазов“. Знае английски и руски език.

## Театър
- 2012 – „Хамлет“ от Уилям Шекспир, режисьор Явор Гърдев, Народен театър „Иван Вазов“ (като Английският посланик)
- 2012 – „Пет жени в еднакви рокли“ от Алън Бол, режисьор Боил Банов, Народен театър „Иван Вазов“ – сцена „Сълза и смях“ (като Трип Дейвънпорт)
- 2011 – „Ревизор“ от Николай Гогол, режисьор Мариус Куркински, Народен театър „Иван Вазов“ (като Коробкин)
- 2011 – „Смъртта на търговския пътник“ от Артър Милър, режисьор Борислав Чакринов, Народен театър „Иван Вазов“ (като Хепи Уоман)
- 2010 – „Мизантроп“ от Молиер, режисьор Росица Обрешкова, Народен театър „Иван Вазов“ (като Клитандър)
- 2010 – „Убийството на Гонзаго“ от Недялко Йорданов, режисьор Недялко Йорданов, Народен театър „Иван Вазов“ (като Хенри)
- 2009 – „Моногамният“ от Кристофър Кайл, режисьор Стоян Алексиев, Народен театър „Иван Вазов“ (като Тим Хепгуд)
- 2008 – „Норвегия. Днес“ от Игор Бауерзима, режисьор Николай Ламбрев-Михайловски, Народен театър „Иван Вазов“ (като Август)
- 2008 – „Ах, този джаз“ от Боб Фос, режисьор Борис Панкин, Народен театър „Иван Вазов“ (като Джошуа Бен)
- 2008 – „Престъпление и наказание“ от Фьодор Достоевски, режисьор Владлен Александров, Народен театър „Иван Вазов“ (като Разумихин)
- 2007 – „Крал Лир“ от Уилям Шекспир, режисьор Явор Гърдев, Народен театър „Иван Вазов“ (като сър Кюран)
- 2007 – „Гудбай, гудбай“ от Хърб Гарднър, режисьор Андрей Аврамов, Народен театър „Иван Вазов“ (като Артър Корман)
- 2005 – „Топлината през ноември“ от Яна Добрева, режисьор Николай Ламбрев-Михайловски, Народен театър „Иван Вазов“ (като Никола)
- 2005 – „Ръгби“ от Джон Годбър, режисьор Съни Сънински, Народен театър „Иван Вазов“ (като Стийв)
- 2004 – „Магбед“ от Йожен Йонеско, режисьор Пламен Марков, Народен театър „Иван Вазов“ (като барон Гламис)
- 2004 – „Макбет“ от Уилям Шекспир, режисьор Пламен Марков, Народен театър „Иван Вазов“ (като Малкъм)
- 2003 – „Път от рози и тръни“ от Ина Божидарова, режисьор Боил Банов, Народен театър „Иван Вазов“ (като г-н Богданов)
- 2003 – „Лари Томпсън – трагедията на една младост“ от Душан Ковачевич, режисьор Владлен Александров, Народен театър „Иван Вазов“ (като Лари Томпсън; полицай)
- 2002 – „Зимна приказка“ от Уилям Шекспир, режисьор Мариус Куркински, Народен театър „Иван Вазов“ (като Антигон)
- 2001 – „Черепът на жената на гробаря“ от Мартин Макдона, режисьор Пламен Марков, Народен театър „Иван Вазов“ (като Мартин Хънлън)
- 2000 – „Както ви е угодно или Дванайсета нощ“ от Уилям Шекспир, режисьор Робер Стуруа, Народен театър „Иван Вазов“ (като Йосиф; свещеник)
- 2000 – „Декамерон или кръв и страст“ от Джовани Бокачо, режисьор Александър Морфов, Народен театър „Иван Вазов“ (като Пампинеа)
- 2000 – „Годежът“ от Морис Метерлинк, режисьор Мариус Куркински, Сатиричен театър „Алеко Константинов“ (като Скъперникът)
- 1998 – „Буре барут“ от Деян Дуковски, режисьор Стефан Данаилов и Ивайло Христов, НАТФИЗ „Кръстьо Сарафов“ (като чичо Димитър; полицай; надзирател; човекът)
- 2000 – „Третата дума“ от Алехандро Касона, режисьор Николай Калчев, Сатиричен театър „Алеко Константинов“ (като Пабло)
- 1999 – „Параграф-22“ от Джоузеф Хелър, режисьор Николай Калчев, Сатиричен театър „Алеко Константинов“ (като капитан Арфи Ардварк)
- 1999 – „Да поиграем на челик“ от Яна Добрева, режисьор Илия Добрев, Държавен пътуващ театър – София (като Иво)
- 1998 – „Розенкранц и Гилденстерн са мъртви“ от Том Стопард, режисьор Елена Цикова, Драматичен театър – Враца (като Хамлет; Алфред)

## Телевизия
- 2013 – „Недадените“, по BNT (като Михаил)
- 2012 – „Революция Z: Секс, лъжи и музика“, по bTV (като Кирил)
- 2012 – „Кантора Митрани“, по TV7 (като Асен Атанасов)
- 2010 – „Стъклен дом“, по bTV (като Борислав Тенев (Швабата))

## Филми
- 2013 – Спасителят, режисьор Robert Savo (като The Greek)
- 2012 – „Кантора Митрани“, 12 серии – Асен Атанасов (в 1 серия : III)
- 2012 – „Още една мечта“, режисьор Николай Мутафчиев (като Банковият служител)
- 2005 – „Турски гамбит“, режисьор Джаник Файзиев (като Офицер Казак)
- 2004 – Nature Unleashed: Avalanche, режисьор Mark Roper (като Stephen)
- 2003 – Shark Zone, режисьор Danny Lerner (като Nick)
- 2003 – Marines, режисьор Mark Roper (като Essex)
- 1999 – Изток - Запад, режисьор Режис Верние (като Леонид Сергеевич Козлов, син на Сергей Козлов)

## Късометражни филми
- 2012 – „Гъливер“, режисьор Калоян Николов (като Капитан на царската охрана)
- 2012 – „Див бурен“, режисьор Смилен Савов (като Поетът)
- 2005 – „Ноктюрно“, режисьор Петър Русев (като Константин)
- 1998 – „Йокаста“, режисьор Георги Гаджов (като Едип)

## Реклами
- Savex
- Suchard
- Загорка
- Ариана
- Народен
- Капи
- Уникредит Булбанк